# Monica Roșu
Monica Roșu (n. 11 mai 1987, Bacău, România) este o gimnastă română, dublă medaliată cu aur la Jocurile Olimpice din 2004 (Atena, Grecia).

## Biografie
Monica a început gimnastica la vârsta de patru ani și s-a antrenat în primii ani la CSS Bacău.
Monica a fost selecționată în echipa națională de junioare, părăsindu-și familia pentru a se antrena la Onești, la vremea respectivă orașul fiind centrul de antrenament pentru junioare. Primul turneu de gimnastică la care a participat a fost cel de la Charleroi (Belgia) – unul din turneele internaționale cele mai importante pentru junioare – la începutul anului 2000. Două dintre junioare s-au retras în mod neașteptat, cu câteva zile înainte de începerea competiției, iar Monica a fost selecționată ca o înlocuitoare de ultimă oră. Concurând accidentată, performanțele Monicăi nu au lăsat cea mai bună impresie. După câteva căzături, a terminat pe locul al 12-lea în concursul la individual compus și puțini au fost cei care au crezut că o vor mai vedea concurând.
Hotărâtă să își îmbunătățească performanțele, Monica a concurat în 2001 în Olanda și Slovacia. O foarte bună acrobată, a reușit să își îmbunătățească foarte mult execuțiile la sărituri și sol, fiind mutată la Deva, centrul național de antrenament. În anul 2002 a făcut parte din echipa României la Campionatele Europene pentru Juniori, unde a câștigat medaliile de bronz la sărituri și sol.
În următorii doi ani a dobândit mai multă experiență, participând la câteva competiții naționale și internaționale. A concurat la Campionatele Mondiale din 2003 de la Anaheim (SUA), unde a câștigat medalia de bronz cu echipa și se plasează pe locul patru la sărituri. 
Momentul de vârf al carierei sale l-au constituit Jocurile Olimpice de vară din 2004 (Atena). A făcut parte din echipa României care a reușit să își apere titlul olimpic, la o diferență de aproape un punct față de următoarea clasată. Monica a fost cea mai puternică concurentă la sărituri, reușind să câștige medalia de aur în finalele pe aparate, la o diferență de aproape două zecimi față de ocupanta locului doi, având cele mai dificile sărituri din competiție. 
A participat și la Campionatele Europene de Gimnastică din 2004 (Amsterdam) unde a câștigat medalia de aur la sărituri.
S-a accidentat în 2005. Din cauza performanțelor slabe nu a reușit să ocupe un loc în echipa României, participantă la Campionatele Mondiale din 2005, și s-a retras din activitatea competițională.